# Pagoda di Songyue
La pagoda di Songyue (嵩嶽寺塔T, 嵩岳寺塔S, Sōngyuè sìtǎP), costruita nel 523, si trova nel monastero Songyue del monte Song, nella provincia dello Henan, in Cina. Eretta sotto gli Wei Settentrionali, questa pagoda è una delle poche intatte del secolo VI ed è anche la più antica pagoda cinese in laterizio, dato che la maggior parte delle strutture di quel periodo, andate perdute, si costruivano col legno. Fa parte del patrimonio dell'umanità conosciuto come Monumenti storici di Dengfeng nel "Centro di Cielo e Terra", ed è stato inserito come tale nel luglio del 2010.

## Contesto
La diffusione del buddhismo influenzò radicalmente l'architettura cinese e il suo impuslo fu così intenso che la cultura cinese stava modificando e adattando le sue tradizioni per accogliere la venerazione del Buddha. I cinesi trasformarono il cilindro a cupola di terracotta degli stupa dell'Asia meridionale nelle alte pagode destinate ad adorare le reliquie sacre e interrate del Buddha al loro interno.

## Stile
La pagoda ha subito nel tempo una trasformazione della sua forma, dalle sue origini buddhiste indiane alla forma che adottò in Cina. La conformazione, unica, a dodici facce della pagoda di Songyue suggeriscono che essa rappresenta uno dei primi esempi della fusione dell'architettura cinese dalle linee dritte collo stile circolare buddhista del subcontinente indiano. La pagoda presenta una rastematura verso l'alto, caratteristica che si può osservare anche nelle colonne dei templi nelle caverne dell'India e dell'Asia centrale e nelle pagode circolari cinesi dei secoli successivi.
Per la sua divisione in dodici facce, la pagoda di Songyue è unica nel suo genere. La torre è alta 40 m ed è costituita da mattoni in laterizio giallognolo uniti con malta d'argilla. È la più antica pagoda cinese pervenutaci e fu costruita in un periodo quando, secondo le cronache, la maggior parte di esse venivano edificate in legno.
La pagoda di Songyue ha un piedistallo di mattoni, un primo piano molto alto, caratteristico delle pagode con più cornicioni, con balconi che dividono lo in due parti (superiore e inferiore). Le porte ad arco e le nicchie decorative sono finemente ornate con intagli rappresentanti teiere e leoni. Le basi dei pilastri della porta presentano incisioni di fiori di loto e i capitelli, oltre ai fiori, recano anche invavi raffiguranti delle perle. Oltre al primo sono presenti quindici piani, separati fra loro da tetti decorati con cornicioni e colle piccole finestre di transenna. La pagoda presenta i beccatelli dei cornicioni ornati e densamente raggruppati in stile dougong in ogni piano.
Sotto l'edificio si trova una serie di camere sotterranee, atte a preservare oggetti culturali sepolti coi morti. La camera più interna contiene le reliquie del Buddha, statue e trascrizioni di scritti buddhisti.